# 65. Kurentovanje (2025)
Kurentovanje 2025 je bil petinšestdeseti uradni ptujski karneval, med 22. februarjem in 4. marcem, z enajstdnevnim dogajanjem, organizira pa ga Javni zavod Ptuj v sodelovanju z MO Ptuj.
Gre za enega najbolj prepoznavnih in mednarodno uveljavljenih karnevalov v Evropi, pa tudi širše. Od leta 2017 je Kurentovo obredje vpisano na seznam nesnovne kulturne dediščine UNESCO. Vsakoletni vrhunec je Mednarodna karnevalska povorka na pustno nedeljo, z povprečno 50.000 obiskovalci. 
Na vseh javnih prireditvah je nastopilo vse skupaj 8200 udeležencev (šeme, razni umetniki, čarodeji, animatorji in ostali nastopajoči), obiskalo pa jih je preko 100.000 obiskovalcev. Od tega je nastopilo skupaj 6,800 mask iz kar devetih držav, od koder so gostili 14 tujih skupin. Letos pa so povečali tudi denarni sklad za tekmovalne karnevalske skupine na 6,300 € (lani 4,200).
19. princ karnevala, Francesco Guffante, ptujski mestni sodnik je drugo leto zapored prevzel oblast.
Dogodek je bil razdeljen na 2 ločena dela: karnevalsko/etnografski prikaz in komercialni program.
Častna pokroviteljica Kurentovanja je bila Nataša Pirc Musar, predsednica Republike Slovenije.

## Spored kurentovanja
Vsak večer med 23. februarjem in 3. marcem bodo ob 18. uri v mestu nastopali tudi kurenti (koranti).

### Uvod v pustni čas
| Od   | Dogodek                      | Dan                                                                                   | Obisk         |
| ---- | ---------------------------- | ------------------------------------------------------------------------------------- | ------------- |
| 2001 | 25. kurentov (korantov) skok | Polnočno obredje ob ognju na Zokijevi domačiji v Budini (Svečnica – 2. na 3. februar) | +500 kurentov |

### Glavni tradicionalni dogodki
| Od                                  | Dogodek                               | Dan                       | Obisk     |
| ----------------------------------- | ------------------------------------- | ------------------------- | --------- |
| Etnografski in karnevalski sprevodi |                                       |                           |           |
| 1998                                | 28. otvoritvena etnografska povorka   | predpustna sobota (22.2.) | 17.000    |
| 2017                                | 9. dan kurentovih (korantovih) skupin | pustna sreda (26.2.)      | odpoved   |
| 1873                                | 12. sobotni pustni korzo              | pustna sobota (1.3.)      | več tisoč |
| 2013                                | 12. sobotni pustni korzo              | pustna sobota (1.3.)      | več tisoč |
| 2015                                | 10. nočni spektakel                   | pustna sobota (1.3.)      | več tisoč |
| 1960                                | 65. mednarodna karnevalska povorka    | pustna nedelja (2.3.)     | 50.000    |
| 1960                                | 13. povorka otrok iz vrtcev           | pustni ponedeljek (3.3.)  | več tisoč |
| 1960                                | 65. pokop pusta                       | pustni torek (4.3.)       | več tisoč |

### Večerni prikazi ptujskih etnografskih likov
| V starem mestnem jedru vsak dan ob 18. uri (na pustno soboto izjemoma ob 12.30) |                                                             |                       |
| 23.2.                                                                           | Pokači, Rusa, Kurenti in Koranti                            | predpustna nedelja    |
| 24.2.                                                                           | Orači, Baba deda nosi, Kurenti in Koranti                   | predpustni ponedeljek |
| 25.2.                                                                           | Cigani, Kurenti in Koranti                                  | predpustni torek      |
| 27.2.                                                                           | Kopjaši, Piceki, Vile, Tlačani, Medvedi, Kurenti in Koranti | pustni četrtek        |
| 28.2.                                                                           | Jürek in rabolj, Ploharji, Kurenti in Koranti               | pustni petek          |
| 1.3.                                                                            | Kurenti in Koranti                                          | pustna sobota         |
| 3.3.                                                                            | Kurenti in Koranti                                          | pustni ponedeljek     |

### Spremljevalni program
| Od   | Dobrodelni kuharski dogodek | Dan                                        | Obisk     |
| ---- | --------------------------- | ------------------------------------------ | --------- |
| 2006 | 20. Obarjada                | predpustna sobota (22.2.)                  | ca. 8,000 |
| 2025 | 1. Kurentova tržnica        | pustna sobota (1.3.) pustna nedelja (2.3.) | več tisoč |

| Od   | Slikarstvo     | Slikarstvo         | Dan                       |
| ---- | -------------- | ------------------ | ------------------------- |
| 2009 | 17. Ex tempore | Likovna kolonija   | predpustna sobota (22.2.) |
| 2009 | 17. Ex tempore | Otvoritev razstave | pustna sobota (1.3.)      |

## Glavni dogodki

### 25. Kurentov skok (2.2.–3.2)
Zvonko Križaj (Matevž Zoki II) je hotel obuditi običaj iz otroštva, ko so si njegov oče in sosedje ob Svečnici točno ob polnoči, prvič nadeli zvonce.
Je obredni ples kurentov ob ognju, ki se zgodi vedno na Svečnico, točno ob polnoči na prehodu iz 2. na 3. februar, ki si ga je 2. karnevalski princ Matevž Zoki II. leta 2001 izmislil, oziroma obudil star običaj iz svojega domačega okoliša. Zato vse od tedaj na njegovi domačiji v Budini, nedaleč stran od Ptujske rance in tik pod Ptujskim jezerom, zdaj že tradicionalno vsako leto ta čas poteka ta dogodek. Na njem se zbere tudi več sto kurentov in je uvod (čeprav neuraden) v celotno pustno dogajanje, saj je to povsem samostojen in ločen ljudski dogodek, ki ni povezan z uradnim karnevalom. Za ta dogodek je značilno, da si kurenti ne nadenejo kožuha in maske, le zvonce, ježevke in gamaše. Letos se je zbralo preko 500 kurentov.

### 28. Otvoritvena etnografska povorka (22.2.)
Medcelinsko srečanje etnografskih pustnih likov poteka že od leta 1998, zmeraj na predpustno soboto dopoldan ob 11. uri, kot otvoritvena povorka v 11 dnevno karnevalsko pustno dogajanje. Na njem nastopajo samo tradicionalni etnografski pustni liki iz več evropskih držav. Poleg naših domačih likov kot so kurenti (koranti), baba nosi deda, pokači, ploharji, ruse, piceki, nagajivi medved, orači, vile in pustni plesači, nastopajo še tradicionalne pustne šeme iz tujine kot so Avstrija, Italija, Severna Makedonija, Bolgarija, Hrvaška itd.
22. februarja, na otvoritveni povorki je bilo 2463 nastopajočih iz 81 skupin iz najrazličnejših društev iz štirih držav: Italije, Hrvaške, Bolgarije in Slovenije. Od tega rekordnih 1076 kurentov (še nikoli toliko na etnografski povorki), 967 etnografskih mask iz Ptujskega in Dravskega polja, 303 maske iz drugih krajev Slovenije in 157 mask iz tujine. Etnografski povorko pa je obiskalo prav tako rekordnih 17.000 ljudi od blizu in daleč, kar lepo število ljudi tudi iz tujine. Oblast je drugo leto zapored za 11 dni "prevzel" 19. Princ karnevala Francesco Guffante, ptujski mestni sodnik.
| - 1. Pihalni orkester Ptuj - 2. Princ karnevala (Francesco Guffante, ptujski mestni sodnik) - 3. Prinčevi trgovci - 4. Kurenti in koranti - 5. Pokači (Župečja vas, Tržec, Pobrežje) - 6. Kopjaši (Markovci) - 7. Vile (Markovci) - 8. Piceki (KUD Baron Muretinci) - 9. Jürek in Rabolj (Dolena) - 10. Medvedi (Markovci) - 11. Cirkovški ploharji (Cirkovce) - 12. Pobreški plesači (Pobrežje) - 13. Baba deda nosi (Soviče-Dravci) - 14. Orači (Leskovec, Podlehnik, Podvinci, Mali Okič, Markovci, Rogoznica, Kicar) - 15. Rudarji (Sodinci) - 16. Tlačani (Spuhlja) - 17. Zeliščarke (Draženci) | - 18. Škoromati (Hrušica, Ilirska Bistrica) - 19. Šjme (Vrbovo) - 20. Liški pustje (Kanal ob Soči) - 21. Sevski potecini (Selšček) - 22. Obrški prutarji (Veliki Obrež) - 23. Butalci (Cerknica) - 24. Koši Šoštanjski (Šoštanj) - 25. Pust Mozirski (Mozirje) - 26. Krampusi Ankestein (Cirkulane) - 27. Kungoški parklji (Kungota) - 28. Coprnice izpod Resenika (Žetale) - 29. Baranjske buše (Draž) - 30. Brežanski zvončari (Matulji) - 31. Srakarski zvončari (Sračinec) - 32. Lafre, pikači, čaplje in cimeri (Čakovec) - 33. Urthos E Buttudos (Sardinija) - 34. Survakari-Kukeri (Sofija) - 35. Cigani (TED Lükari in ED Cigani Dornava) |

     STATISTIKA OTVORITVENE ETNOGRAFSKE POVORKE;
- 2.463 udeležencev (iz 81 skupin in društev skupaj)
- 1.076 udeležencev (iz 38 skupin in društev kurentov in korantov)
- 927 udeležencev (iz 26 etnografskih skupin in društev iz Ptuja in okolice)
- 303 udeležencev (iz 11 etnografskih skupin in društev iz ostalih krajev v Sloveniji)
- 157 udeležencev (iz 6 tujih etnografskih skupin s Hrvaške, Italije in Bolgarije)

### 20. Obarjada (22.2.)
Od 2006 se na predpustno soboto, na pobudo Slavka Visenjaka iz Perutnine Ptuj, istočasno z otvoritveno etnografsko povorko na Novem trgu (prej na dvorišču Ptujske kleti, Minoritskega samostana in Mestne tržnice) odvija dobrodelna piščančja "Obarjada", kjer vsako leto kuhajo obaro, ki jo vsako leto organizira Lions klub. Izkupiček od prodaje več tisoč prodanih obar gre v dobrodelne namene, prvotno namenjen slepim in slabovidnim.
Jubilejna 20. Obarjada je potekala pod naslovom »Več kot juha«. Na njej je kuhalo rekordnih 24 ekip, ki so zbrali rekordnih 41,769 evrov, od tega so 22,196 evrov prispevali obiskovalci, ki jih je bilo približno toliko kot lani, ostalo pa razni donatorji. Skuhali pa so približno 6,000 porcij obare.

### 9. Dan kurentovih skupin (26.2.)
Dan kurentovih (korantovih) skupin je relativna novost. Poteka od 2017, na pustno sredo in ga organizira Zveza društev kurentov. Gre izključno za večerni nastop kurentov, ko se v starem mestnem jedru zbere na stotine kurentov. Dogodek so že en dan prej odpovedali zaradi dežja.

### 12. Sobotni pustni korzo (1.3.)
Sobotni (predtem mestni) pustni korzo redno poteka šele od leta 2013 na pustno soboto, saj so ga po dolgem času obudili na 140. obletnico prvega zabeleženega ptujskega mestnega korza iz leta 1873. Na njem nastopajo Rimljani, srednjeveški trgovci in meščani v pustnih opravah.

### 10. Nočni spektakel (1.3.)
Nočni spektakel poteka od leta 2015, letos na pustno soboto, kjer nastopajo le demonske maske kot so krampusi, hudiči, parklji, zombiji...

### 65. Mednarodna karnevalska povorka (2.3.)
Osrednja mednarodna karnevalska povorka je vrhunec vsakoletnega kurentovanja, ki poteka na pustno nedeljo popoldan. Na njej pa nastopa po več tisoč etnografskih in ostalih pustnih mask, tako domačih kot številnih šem iz ostalih evropskih držav, najboljše maske pa so tudi nagrajene. Na njej se zbere v povprečju 50.000 obiskovalcev iz vseh koncev Slovenije, pa tudi iz tujine. To je ena največjih in najpomembnejših povork v Evropi in svetu. V letu 2011 pa se je na glavni mednarodni nedeljski povorki zbralo kar 65.000 ljudi, absolutni rekord, ki še do danes ni bil presežen.
2. marca, na pustno nedeljo, se je povorka ob 13. uri začela pri gasilskem domu Ptuj (Potrčeva) in se zaključila ob 16. uri pri MIheličevi galeriji, na njej pa se je zbralo okrog 50.000 ljudi, med njimi ogromno tujih obiskovalcev. V povorki je sodelovalo skupaj 2.248 udeležencev iz 81 skupin. Dogodek sta obiskali letošnja častna pokroviteljica predsednica Slovenije Nataša Pirc Musar in predsednica DZ Urška Klakočar Zupančič.
| ETNOGRAFSKI DEL; - 1. Pihalni orkester Ptuj - 2. Princ karnevala (Francesco Guffante, ptujski mestni sodnik) - 3. Prinčevi trgovci - 4. Kurenti in koranti - 5. Pokači (Pobrežje) - 6. Kopjaši (Markovci) - 7. Vile (Markovci) - 8. Jürek in Rabolj (Dolena) - 9. Pokači (Tržec) - 10. Cirkovški ploharji (Cirkovce) - 11. Piceki (Nova vas pri Markovcih) - 12. Pokači (Župečja vas) - 13. Tlačani (Spuhlja) - 14. Orači (Podvinci, Lancova vas, Podlehnik Leskovec, Dornava, Kicar) - 15. Ruse (Ruse Center) - 16. Cigani (TED Lükari in ED Cigani Dornava) - 17. Survakari (Pernik) - 18. Divji prašiči (Arlon) - 19. Čarojice (Banja Luka) - 20. Sitnan (Banská Štiavnica) - 21. Krampusi (Eggersdorf) - 22. Mülhüser Waggis (Moulhouse) | KARNEVALSKI DEL; - 23. Bavarci-Oktoberfest (Pihalna godba Markovci) - 24. Veseli klovni - 25. Hüjdi vragi - 26. Lectova srca (OŠ Meglič, Mladika, Breg, Ljudski Vrt, Pivka) - 27. Dežela mušnic (Karn. skupina Bukovci-Vopošnica) - 28. Kremenčkovi (Športno društvo Moškanjci) - 29. Kitajska pomlad Hanov (Društvo Kocil) - 30. Žabe (KUD Maska Stojnci) - 31. Stara Kitajska (Fašenska skupina Separji) - 32. Texas Show (mladina Bukovci) - 33. Palčki in sneguljčice iz haloških jamǃ (KTD Klopotec) - 34. Go – Car – Go! Bo kar bo! (Strojna šola Ptuj) - 35. Lintvorti (TED Sodinci) - 36. Grbci (KUD Vetrnice) - 37. Ko to tamo peva (Fašenska skupina Moškanjci) - 38. Astrodravci (Mladi Dravsko polje) - 39. Medo nosi (Dornava) |

     STATISTIKA MEDNARODNE KARNEVALSKE POVORKE;
- 3.248 udeležencev (iz 81 skupin in društev skupaj)
- 1.116 udeležencev (iz 41 skupin in društev kurentov in korantov)
- 956 udeležencev (iz 21 etnografskih skupin in društev iz Ptuja in tujine)
- 1065 udeležencev (iz 17 karnevalskih skupin in društev iz Ptuja in okolice)
- 761 udeležencev (iz 13 tekmovalnih karnevalskih skupin)
- 111 udeležencev (iz 5 tujih etnografskih skupin iz Avstrije, Bolgarije, Francije, Belgije in Slovaške)

### 13. Povorka otrok iz vrtcev (3.3.)
3. marca, na pustni ponedeljek, ob 10. uri dopoldan je po mestnem jedru potekala povorka dvajsetih različnih vrtcev iz vseh koncev Slovenije, na kateri pa je nastopilo kar 1,200 našemljenih otrok iz skupno 20 vrtcev, med njimi 8 skupin iz Vrtca Ptuj, pridružili pa so se jim tudi vrtci iz Spodnjega Podravja, Maribora, Korene, Ljubljane, Škofljice in Mozirja, vsi iz drugega starostnega obdobja. Ptujski vrtci so se predstavili kot slikarji, gumbki, vesoljci, žabe, veseli godci, kavboji, mavrica, metulji in kokice. Druge skupine otrok iz ostalih slovenskih vrtcev pa so navdušile kot vesele sove, vremenska napoved, čarobni gozd, karte, metulji, bomboni, gozd, čebelice, oblački, glasbene note, pekarna Mišmaš... Popoldan pa se je otroška maškerada preselila še v karnevalsko dvorano Campus, kjer jih je čakalo pravo pustno rajanje,  zabavali pa so jih Alenka Kolman in ptujski klovni.

### 65. Pokop pusta (4.3.)
Pokop pusta poteka na pustni torek, kot pred mestno hišo s sežigom tudi uradno pokopljejo pusta. Sredi poldneva se na Ptuju zapre večino uradov in trgovin, številni Ptujčani pa se našemljeni podajo na ulice nabito polnega starega mestnega jedra, kjer cel dan ob dobri glasbi rajajo do jutra.
4. marca, ob 13. uri so pred mestno hišo pokopali letošnji pust. Pokop sta organizirata KUD Baron in Prosvetno društvo Prvenci-Strelci, ti pa so pusta najprej simbolično obsodili in zaprli v kletko do prihodnjega leta, obiskovalci pa so imeli priložnost sežgati svoje pustne maske. Županja Nuška Gajšek je prejela ključe mestnih vrat od 19. princa karnevala Francesca Guffanteja (Marka Šamperla) in ponovno prevzela oblast.
Zabava pa se je nadaljevala cel dan, pozno v noč, po starem mestnem jedru na 5 različnih prizoriščih z različno glasbo in zabavo.
- Mestna hiša – v središču dogajanja je za zabavo skrbel DJ
- Gostilna pri Pošti – DJ Boštjan je vrtel glasbo 80-ih in 90-ih let
- Kavarna Bodi – na terasi v stilu "Cela ulica nori" sta vrtela Mean Dean in Rosso
- Bistro Lük – pred bistrojem kjer vsako leto poteka zabava, je igrala skupina Smile
- Gostilna Rozika – začeli so ob 14. uri s Petovio Kvintet in vztrajali vse do jutra

## Karnevalska dvorana
Med 7. februarjem in 1. marcem 2025 je v karnevalski dvorani Campus (ločeno od etnografskih in karnevalskih sprevodov) potekal komercialni del z različnimi glasbenimi izvajalci (a ne več vsakodnevno), otroškimi povorkami, študentsko zabavo Kurentanc in veliko pustno sobotno zabavo.

### Arena Campus Sava Ptuj
| Datum | Vsi nastopajoči                           | Dan               |
| ----- | ----------------------------------------- | ----------------- |
| 7.2.  | ↓ OTVORITVENI KONCERT (ob 21. uri) ↓      | petek             |
| 7.2.  | Dubioza kolektiv in Emkej                 | petek             |
| 15.2. | ↓ Ob 21. uri ↓                            | sobota            |
| 15.2. | Severina in Grupa Vigor                   | sobota            |
| 21.2. | ↓ PREDPUSTNI PETEK (ob 21. uri) ↓         | predpustni petek  |
| 21.2. | Željko Bebek, Neda Ukraden in Rockmantika | predpustni petek  |
| 22.2. | ↓ PREDPUSTNA SOBOTA (ob 21. uri) ↓        | predpustna sobota |
| 22.2. | DJ Umek                                   | predpustna sobota |
| 26.2. | ↓ POLI ŽUR 2025 (od 17. do 20. ure) ↓     | pustna sreda      |
| 26.2. | Čuki in Ribič Pepe                        | pustna sreda      |
| 28.2. | ↓ KURENTANC (ob 21. uri) ↓                | pustni petek      |
| 28.2. | Prljavo kazalište, Leteči odred in Čuki   | pustni petek      |
| 1.3.  | ↓ PUSTNA SOBOTA (ob 21. uri) ↓            | pustna sobota     |
| 1.3.  | Vlado Kreslin, Mambo Kings in Buryana     | pustna sobota     |
| 3.3.  | ↓ OTROŠKA MAŠKARADA (ob 16. uri) ↓        | pustni ponedeljek |
| 3.3.  | Alenka Kolman in Klovni DPM Ptuj          | pustni ponedeljek |

## Pokrovitelji
Pod pokroviteljstvom Unescove svetovne nesnovne kulturne dediščine.

### Glavni deležniki in organizatorji
- Javni zavod Ptuj
- Mestna občina Ptuj
- Javne službe Ptuj
- FECC
- Zveza društev kurentov
- Svet princev karnevala
- I Feel Slovenia

### Partnerji
| - Adriaplin - NLB Skupina - Perutnina Ptuj - Talum - Javne službe Ptuj - Zavarovalnica Triglav - Cestno podjetje Ptuj - Dravske elektrarne Maribor (DEM) - Sava Hotels & Resorts - Ptujske pekarne - Ptujska klet - Intera - Casino Admiral Ptuj | - Reseda - Tenzor - Telekom Slovenije - Petrol - McDonald's - PSS Ptuj d.o.o. - Geoplin Petrol - Telemach - Jager - Gostilna Ribič - IVD - Komunala Ptuj - Drava d.o.o. (vodno gospodarsko podjetje) |  |

## Nagrade
Ocenjevalno komisijo so letos sestavljale Marija Hernja Masten (zgodovinarka), Majda Goznik (novinarka) in predstavnica Turističnega društva Ptuj, ter modni oblikovalki Martina in Simona Toš. Letos se je organizator odločil (višje nagrade kot lani), da nagradi prav vse karnevalske skupine. 

### Karnevalske skupine
Skupni nagradni sklad je znašal 6,300 evrov.
|                                                   | Nastopajoči                                 | Nagrada     |
| ------------------------------------------------- | ------------------------------------------- | ----------- |
| 1. nagrada                                        | »Grbci« (KUD Vetrnice)                      | 2,000 evrov |
| 2. nagrada                                        | »Go-Car-Go! Bo kar bo!« (Strojna šola Ptuj) | 1,700 evrov |
| 3. nagrada                                        | »Kitajska pomlad Hanov« (Društvo Kocil)     | 1,500 evrov |
| Preostalih 10 skupin so dobile vsaka po 100 evrov |                                             |             |

## Etnografski liki
Avtohtoni etnografski liki iz Ptujskega polja, Dravskega polja ter z območja Haloz:
| - "Kurent" ali "Korant" (glavni etnografski lik) - "Pustni plesači" (Pobrežje, Videm) - "Pokači" (za srečo in blagostanje) - "Ploharji" (za čaranje plodnosti) - "Orači" (zarišejo magični krog) - "Hudič" (bojte, bojte, prihaja) - "Kopjaš" (ženitni lik) - "Cigani" (Dornava) | - "Moža išče kopanja" (slamnata nevesta) - "Kurike in piceki" (za dobro letino) - "Nagajivi medved" (Ptujsko polje) - "Baba deda nosi" (duhovi rajnih) - "Jürek in rabolj" (Haloze) - "Vile" (Zabovci) - "Ruse" (Ptujsko polje) |  |

## 1. Kurentova tržnica. Novostǃ (pustni vikend)
Letošnja novost je "Kurentova tržnica", ki je bila med pustnim vikendom (1. in 2. marca) na mestni tržnici. Na pustno soboto in pustno nedeljo je od 10. ure dopoldan pa vse do večera potekal bogat zabavni in animacijski program, ter bogata pustno kulinarična ponudba z ptujskimi krofi na čelu.
- Dobro glasbeno vzdušje z DJ-em
- Nakup spominkov s Kurentovanja
- Zabavno igralo ter animacije za najmlajše
- Druženje ob kulinaričnih dobrotah in krofih
- Pustno ringarajanje z obogatenim programom za najmlašje

– 1. marca (od 14. do 17. ure)
– 2. marca (od 16. do 18. ure)

## 19. Princ karnevala
Francesco Guffante, ptujski mestni sodnik, 19. princ karnevala, z dveletnim mandatom, je ob uradni otvoritvi pusta (22.2.) drugo leto zapored, od županje prejel ključe mestne hiše in za 11 dni prevzel mestno oblast. In jo ob pokopu pusta (4.3.) spet predal nazaj županji.

## Trasa

### Otvoritvena etnografska povorka (22.2.)
- Zadružni trg (start) – Pešmost – Cankarjeva – Prešernova – Slovenski trg – Slomškova – Miklošičeva – Mestni trg – Krempljeva – Minoritski trg – Dravska – Miheličeva galerija (zaključek)

### Dan kurentovih skupin (26.2.)
- Kurentova hiša (start) – Murkova – Mestni trg – Miklošičeva – Slomškova – Slovenski trg – Prešernova – Kurentova hiša (zaključek)

### Sobotni pustni korzo (1.3.)
- Mestni trg (start) – Miklošičeva – Slomškova – Slovenski trg – Murkova – Mestni trg (zaključek)

### Mednarodna karnevalska povorka (2.3.)
- Potrčeva (start) – Trstenjakova – Vinarski trg – Lackova – Mestni trg – Krempljeva – Minoritski trg – Dravska – Miheličeva galerija (zaključek)

### Povorka otrok iz vrtcev (3.3.)
- Muzejski trg (start) – Prešernova – Slovenski trg – Murkova – Mestni trg – Krempljeva – Minoritski trg – Dravska – Miheličeva galerija (zaključek)

## Bližnji etnografski fašenki

### V okolici Ptuja
| #   | Povorka         | Dan               | Od   |
| --- | --------------- | ----------------- | ---- |
| 32. | Markovci        | pustna sobota     | 1992 |
| 33. | Cirkovci        | pustni torek      | 1993 |
| 30. | Cirkulane       | pustna sobota     | 1994 |
| 28. | Videm pri Ptuju | pustni ponedeljek | 1996 |
| 24. | Majšperk        | pustna sobota     | 2000 |